# Club Deportivo Binéfar
El Club Deportivo Binéfar es un club de fútbol español de la localidad de Binéfar, en la provincia de Huesca, Aragón. Fundado en 1922, es uno de los decanos del fútbol aragonés y uno de los primeros en inscribirse a la Federación Aragonesa de Fútbol tras su fundación. Actualmente compite en la Tercera Federación (Grupo XVII).

## Historia
El equipo binefarense es uno de los veteranos aragoneses de la Tercera División de España con casi cuarenta años de experiencia en la misma. Asimismo, como uno de los mayores logros en su historial figura el haberse proclamado campeón de la Copa Federación de Fútbol en la temporada 1997-98 imponiéndose en la final a la Real Sociedad Deportiva Alcalá, de la ciudad madrileña de Alcalá de Henares.[cita requerida]

## Estadio
El Club Deportivo Binéfar juega sus partidos como local en el campo municipal de fútbol de Los Olmos.

## Uniforme

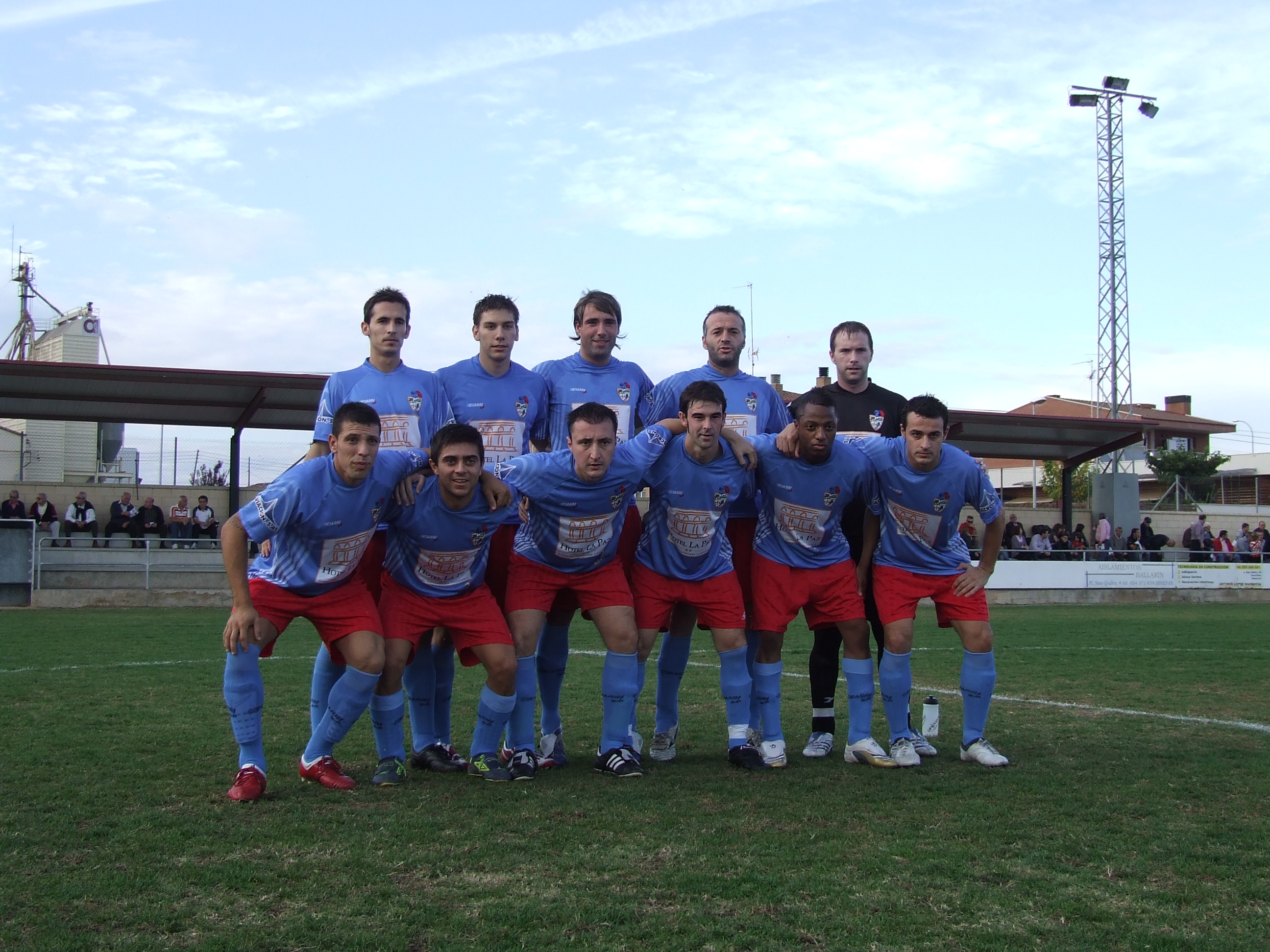
El Club Deportivo Binéfar en un encuentro de la Tercera División en la temporada 2009-10.

- Uniforme titular: Camiseta azul, pantalón blanco y medias azules.
- Uniforme alternativo: Camiseta roja, pantalón azul y medias rojas.

## Entrenadores
Cronología de los entrenadores
- 1982-1983: Javier Ruiz de Lazcano.
- 1988-1989: José Luis Iranzo.
- 1989-1990: Pepe Sigi.
- 1990-1992: Víctor Pinilla.
- 1992-1992: Calvo Marini.
- 1998-1999: David Rodrigo.
- 1999-1999: Juan Carlos Oliva.
- 1999-2001: Agustín Abadía.
- 2001-2003: Paco Rúa.
- 2008-2009: Julio Ollés
- 20??-2012: Vidal Agné.[2]
- 2013-2014: Vidal Agné.[3][2]
- 2014-2015: Cristian Abad.[4][5]
- 2015-2015: Ismael Mariani.[5]
- 2015-2015: José Luis Florencia.[6][7]
- 2015-2017: Mario Vicién.[8][9]
- 2017-2017: Antonio Quesada.[10]
- 2017-2018: Álvaro García Moreno.[11]
- 2018-2018: Josan Bailac.[12]
- 2018-[2023]: David Giménez.[1]
- 2023-[actualidad]: Luis Arcas Valle El grande.

## Datos del club
- Temporadas en Segunda División B / Segunda Federación: 13.
- Temporadas en Tercera División / Tercera Federación: 41.
- Mejor puesto en la liga: 7.º en Segunda B (temporada 1983-84).
- Peor puesto en la liga: 20.º en Segunda B (temporada 2002-03).
- Participaciones en la Copa del Rey: 5.
- Mejor puesto en Copa del Rey: 3.ª ronda (en 2 ocasiones).
- Más partidos entrenados:  David Giménez (130), Buján (112), Paco Rúa (76), Abadía (69).
- Más partidos disputados: Yus (203), Quintín (179), Armando (177).
- Más minutos: Yus (16.303), Quintín (15.950), Armando (15.605).
- Más goles: Larrañaga (38), Giménez (36), Celma (24).
- Más goles en una sola temporada: Giménez (18, en la 1984-85).
- Expulsado más veces: Armando (7), Ormad (6).
- Más temporadas en el equipo: Quintín (6), Armando (6), Yus (6).
- Mayor goleada conseguida:
  - En casa: C. D. Binéfar 7-0 Real Valladolid C. F. "B" (1999-00).
  - Fuera: C. E. L'Hospitalet 0-3 C. D. Binéfar (1988-89).
- Mayor goleada encajada:
  - En casa: C. D. Binéfar 0-6 Racing de Santander "B" (2002-03).
  - Fuera: Pontevedra C. F. 8-1 C. D. Binéfar (1985-86).

## Palmarés

### Campeonatos nacionales
- Tercera División de España (5): 1980-81 (Grupo IV), 1981-82 (Grupo IV), 1987-88 (Grupo XVI), 1996-97 (Grupo XVI) y 1997-98 (Grupo XVI).
- Copa Real Federación Española de Fútbol (1): 1997-98.[13]
- Subcampeón de la Tercera División de España (3): 1954-55 (Grupo V), 1956-57 (Grupo V) y 2003-04 (Grupo XVI).

### Campeonatos regionales
- Regional Preferente de Aragón (2): 2009-10 (Grupo 2)[14] y 2013-14 (Grupo 1).[15]
- Campeonato Absoluto de la Primera Regional de Aragón (1): 1949-50.[16]
- Primera Regional de Aragón (3): 1948-49 (Grupo 4),[17] 1949-50 (Grupo 3)[18] y 1965-66.[19]
- Copa RFEF (fase regional de Aragón) (3): 1997-98, 1999-00[20] y 2002-03.[21]
- Campeonato de Aragón de Aficionados[22] (1): 1948-49.
- Subcampeón de la Regional Preferente de Aragón (2): 1970-71[23]  y 1978-79.[24]
- Subcampeón del Campeonato Absoluto de la Primera Regional de Aragón (1): 1948-49.[25]
- Subcampeón de la Copa RFEF (fase regional de Aragón) (1): 2001-02.[26]
- Subcampeón de la Copa de Campeones de la Regional Preferente de Aragón (1): 2013-14.[27][28]

### Palmarés C.D. Binéfar "B"
Campeonatos regionales
- Segunda Regional de Aragón (1): 1981-82 (Grupo 2-B).[29]